# 加法群
加法群 (additive group) は群演算をある意味で加法と考えることのできる群である。加法群は通常アーベル群であり、その二項演算を記号 + を使って書くのが一般的である。
この用語は複数の演算をもった構造で他の演算を忘れることによって得られる構造を明示するために広く使われる。例えば、整数全体、ベクトル空間、環の加法群。これは環と体で可逆元全体からなる乗法群を加法群と区別するために特に有用である。